# Anna Binta Diallo
Anna Binta Diallo nasceu em1983 no Senegal, é um artista visual canadense multidisciplinar.

## Biografia
Anna Binta Diallo nasceu em Dakar, Senegal em 1983, filha de Ibrahima Diallo e Lise Gaboury-Diallo todos professores e neta do arquiteto Étienne Gaboury e da ceramista Claire Breton Gaboury.
Ela completou seu BFA na Escola de Belas Artes da Universidade de Manitoba em 2006 e recebeu seu MFA do Transart Institute em Berlim em 2013. Seu trabalho foi exibido nacionalmente, incluindo exposições em Brandon, Winnipeg, Montreal, Toronto, Calgary, Edmonton, Vancouver, Central e internacionalmente na Finlândia, Taiwan e Alemanha . Anna Binta Diallo recebeu várias bolsas e prêmios, incluindo do Canada Council for the Arts, do Conseil des arts et des lettres du Québec . Em 2019, o trabalho de Diallo foi selecionado como finalista do Salt Spring National Art Prize e em Em 2021, ele recebeu o Barbara Sphor Memorial Prize da Walter Phillips Gallery no Banff Center e recebeu o Black Designers of Canada Awards of Excellence.

## Coleções
Suas obras fazem parte das coleções do Royal Bank of Canada, do Equity Bank [en] , Scotiabank e coleções particulares.
Em agosto de 2022, Anna Binta mostra seu talento em imagens no bairro de Verdun em Montreal ao ocupar toda a parede principal do Espace Denis Savard, no Verdun Auditorium, o mural Errances à Verdun apresenta destaques do passado e do presente através de uma galeria de personagens. Um afresco colorido e animado feito de mosaico e aço, a obra reflete a história de Verdun, sua população, sua identidade, suas atividades esportivas, culturais e sociais, sua natureza, sua realidade histórica e seu folclore.
<br>As obras de Diallo são frequentemente exibidas no Canadá e em outros lugares, como a Towards Gallery.

## Prêmios e reconhecimento
- 2006 : Vencedor do Primeiro Prémio- Manuela Dias Book Design of the Year Award pelas ilustrações, design e diagramação do livro Poste Restante, (Éditions du Blé) no concurso Brave New Words: The Manitoba Writing and Publishing Awards.
- 2007 : Destinatário da bolsa de estudos JA de Sève Entrance Fellowship -  , Concordia University.
- 2011 : Beneficiário da bolsa Transart Institute Achievement Scholarship - Transart Institute, Berlin, University of Plymouth (RU).
- 2013 : Programa BAIR: Banff Artist in Residence, The Banff Centre for Arts and Creativity, Banff, Alberta.
- 2014 : Canada Council for the Arts, Travel Grant for Visual Arts Professionals
- 2014 : O Universo e Outros Sistemas com Shary Boyle, The Banff Center for Arts and Creativity, Banff, Alberta.
- 2018 : Destinatário das bolsas da Bourse Francofonds para projetos criativos nas artes visuais que promovem a vitalidade da cultura francófona, Winnipeg, Manitoba.
- 2019 : Destinatário do The Liz Crockford Artist Fund
- 2019 : Finalista, Salt Spring National Art Prize, Salt Spring Island, British Columbia.
- 2019 : Destinatário das bolsas de estudo do Brenda e Jamie Mackie para artistas visuais
- 2019 : Canada Council for the Arts, Travel Grant for Visual Arts Professionals
- 2019 : Identidades distribuídas com Brendan Fernandes, Deanna Bowen e Tara Aisha Willis, The Banff Center for Arts and Creativity, Banff, Alberta.
- 2019 : Conselho Canadense para as Artes – Bolsa para Artes Visuais, Pesquisa e Criação.
- 2019 : Conseil des arts et lettres du Québec, Bolsa de viagem para profissionais de artes visuais.
- 2020 : Canada Council for the Arts, Travel Grant for Visual Arts Professionals
- 2021 : Centre SAGAMIE Residence Arts and Creation, Alma, Quebec
- 2021 : Centre SAGAMIE Residence Arts and Creation, Alma, Quebec
- 2020 : Selecionado como um dos 150 franco-manitobanos a serem homenageados pelo DREF (Departamento de Recursos Educacionais da França)
- 2021 : Destinatário do Black Designers of Excellence Awards
- 2021 : Prêmios Memorial Barbara Spohr. Concedido pela Galeria Walter Phillips a um recém-formado da Residência de Artes Visuais do Banff Center
- 2021 : Vencedor do concurso para a realização de uma obra de arte integrada na arquitetura do Verdun Auditorium, Montreal.[11][12][13][14]

## Vida privada
Anna Binta Diallo é neta de uma família de três filhos, incluindo Aisha e Jean Bocar.